# Santiago Fernández Negrete

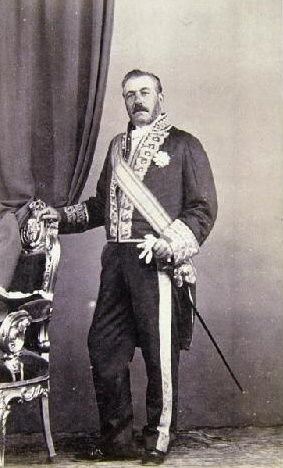
Santiago Fernández Negrete, fotografía de J. Laurent. Museo de Historia de Madrid.

Santiago Fernández Negrete (Villatresmil, Tineo, 11 de febrero de 1799-Barcelona, marzo de 1869) fue un político español. 

## Biografía
Estudió en la Universidad de Oviedo Cánones y Jurisprudencia y concluyó Derecho en la Complutense de Alcalá de Henares. Liberal convencido, durante el Trienio Liberal realizó algunas misiones en el extranjero por lo que tras la restauración del absolutismo sería represaliado. En 1833 obtuvo la plaza de alcalde del crimen en la Audiencia de Extremadura y el mismo año contrajo matrimonio con Antonia Huertas Murillo en Montemolín, localidad pacense de la que sería alcalde hasta 1840.
De ideología conservadora, en 1843 fue elegido diputado por Badajoz y a partir de 1846 por el distrito de Llerena, durando su actividad parlamentaria, sin apenas interrupción, hasta la legislatura de 1864-1865.
El 14 de enero de 1851 fue nombrado ministro de Comercio, Instrucción y Obras Públicas en un gabinete presidido por Juan Bravo Murillo. Se hizo célebre por votar no como diputado en la sesión del Congreso del 5 de abril a una proposición presentada por el gabinete del que él mismo formaba parte, lo que provocó su cese o dimisión fulminante y, poco días más tarde, la caída del Gobierno.
Más tarde, desde 1859 a 1863 sería ministro de Gracia y Justicia, en el gobierno de Leopoldo O'Donnell, con la Unión Liberal. En ese cargo, tuvo una muy importante participación en la elaboración de la ley hipotecaria. Además, en su mandato el ministerio compró, en 1862, el Palacio de Camposagrado, en Oviedo, habilitándolo como Audiencia Territorial. Fue retratado por el artista sevillano Rafael Benjumea.
En 1865 fue nombrado senador vitalicio, cargo en el que se mantuvo hasta 1868 (Revolución de septiembre de 1868).